# Аммерланд (район)
Аммерланд (нем. Ammerland) — район в Германии. Центр района — город Вестерштеде. Район входит в землю Нижняя Саксония. Занимает площадь 728,23 км². Население — 124 859 чел. (2019). Плотность населения — 169 человек/км².
Официальный код района — 03 4 51.

## Демография
| Год  | Население |
| ---- | --------- |
| 1933 | 44 753    |
| 1939 | 47 805    |
| 1950 | 74 032    |
| 1960 | 68 400    |

| Год  | Население |
| ---- | --------- |
| 1970 | 81 500    |
| 1980 | 90 000    |
| 1990 | 96 737    |
| 2000 | 110 650   |

| Год  | Население |
| ---- | --------- |
| 2010 | 118 004   |
| 2017 | 123 377   |
| 2019 | 124 859   |

## Административно-территориальное деление
Район Аммерланд подразделяется на 6 общин.

Общины округа Аммерланд

1. Апен (11 518)
2. Бад-Цвишенан (28 507)
3. Вестерштеде (23 087)
4. Вифельштеде (16 095)
5. Растеде (22 531)
6. Эдевехт (22 270)

## Государственные учреждения
Районный совет состоит из 46 депутатов. На выборах 2016 года мандаты распределились следующим образом: ХДС — 16 мест, СДПГ — 13 мест, Союз 90 / Зелёные — 6 мест, Независимые избиратели — 4 места, Альтернатива для Германии — 3 места, СвДП — 3 места и Левые — 1 место. Земельным советником (ландратом) района Аммерланд является Йорг Бенсберг (беспартийный). На выборах 2014 года он получил подтверждение своей должности 85,6 % голосов избирателей, так как против него не было выставлено других кандидатур. В Бундестаг от района был выбран Деннис Роде (СДПГ). В нижнесаксонском ландтаге район представляет Йенс Наке (ХДС).